# Psilota tristis
Psilota tristis är en tvåvingeart som beskrevs av Klocker 1924. Psilota tristis ingår i släktet sotblomflugor, och familjen blomflugor. Inga underarter finns listade i Catalogue of Life.